# Jessie Scouts
Les Jessie Scouts sont des soldats irréguliers de la guerre de Sécession du côté de l'Union qui, opèrent fréquemment dans le territoire des États confédérés d'Amérique,.
L'unité est créée par John C. Frémont et nommée en l'honneur de sa femme, plutôt qu'en référence à un colonel Jessie, qui est lui un mythe. La première unité des Jessie Scouts est formée à St. Louis, dans le Missouri au début de la guerre alors que le plan pour développer des éclaireurs indépendants est mis en œuvre. Le premier homme à commander les éclaireurs est Charles C. Charpenter,. Lors des missions d'insurrection, les Jessie Scouts portent des uniformes confédérés avec un mouchoir blanc sur leurs épaules pour signifier leur allégeance aux troupes alliées, et comptabilisent environ 58 missions au cours d'une grande partie de la guerre. Ils sont commandés par le commandant Henry Young de novembre 1864 jusqu'à la fin de la guerre.

## Henry Young
Le commandant Henry Young (breveté lieutenant-colonel à la fin de la guerre) est le commandant des Jessie Scouts de novembre 1864 à avril 1865. Il est né à Mendon, dans le Massachusetts, le 9 février 1841. Il est, « un enfant au physique élancé, mais beau, et plein d'entrain depuis enfance... ». Le père de Young meurt quand il est très jeune, ce qui façonne l'homme qu'il devient, alors il doit s'occuper de sa mère et de sa sœur cadette. Quand la guerre éclate,Young est désireux de s'enrôler. « La guerre a éclaté, le jeune héros était parmi les premiers à répondre à l'appel de son pays. Grâce à l'influence des amis, il avait l'espoir d'une commission, et à l'appel de Lincoln pour 75000 hommes, il se décida à s'engager. Avec sa sœur, une enfant de dix ans, conduisant pour lui, et un livre de tactiques ouvert sur son genou, il est allé de maison en maison, à travers les villages de la vallée de Blackstone, s'arrêtant dans les lieux publics et appelant la foule autour de sa voiture, il les haranguait avec une telle ardeur patriotique que, en un jour, il a enrôlé soixante-trois hommes ». En 1866, Young est tué lors d'une expédition militaire au Mexique, et une statue est érigée en son honneur. La statue est dédiée à Young en 1911 et est située au Kennedy Plaza à Providence, au Rhode Island.

## Jack Sterry
Jack Sterry est un Jessie Scout qui est capturé et pendu par les confédérés. Il fait semblant d'être un guide confédéré, mais le général Hood le suspecte lorsque Sterry ne cesse de changer son histoire et qui il est. « Et le guide se rappela soudain qu'il n'avait jamais vraiment appartenu à légion de Hampton ; que l'histoire s'est développée à partir d'une de ses petites aventures, et a grandi à partir d'une histoire d'amour. Dans la vallée de la Shenandoah, il a expliqué, il y avait une belle jeune fille dont il était amoureux, mais la jeune fille était romantique et ne se souciait pas des soldats à pied. Tous ses rêves étaient tournés vers les chevaliers et les héros et les cavaliers sur des fringants destriers, alors il avait déserté l'infanterie et capturé un cheval, et que son vrai nom était Harry Brooks, et il a estimé que dans le stress de la guerre ou de la campagne, il pourrait se conduire à la manière de certains commandants entreprenants et rendre de tels services courageux qu'il gagnerait l'admiration ; et quand par des actes héroïques, il se serait distingué, comme seul un cavalier peut le faire, qu'il avouerait sa faute et laisserait le reste à la fortune ». Finalement, ils ont trouvé le courrier confédéré mourant. Le courrier « a été tué par balle par un de nos hommes » et ses dépêches ont été volées. Selon d'un récit, les derniers mots de Sterry ont été : « ...Je vais simplement vous demander de dire, si jamais vous parlez de ceci, que Jack Sterry, lorsque les rebelles l'ont pris, est mort comme un Jessie Scout ! ».

## Arc H. Rowand
Arch Rowand est un Jessie Scout qui a parlé lors de la dédicace de la statue commémorative d'Henry Young à Providence, au Rhode Island. Rowand termine son discours avec « au nom des scouts, nous vous félicitons et nous vous en remercions. Vous faites justice à une âme splendide et nous ressentons dans chaque fibre de notre être, pour ce que nous avons fait, et « remercions dieu tout puissant pour lui » ».